# Neurogomphus martininus
Neurogomphus martininus är en trollsländeart som först beskrevs av Marc Lacroix 1921.  Neurogomphus martininus ingår i släktet Neurogomphus och familjen flodtrollsländor. IUCN kategoriserar arten globalt som livskraftig. Inga underarter finns listade i Catalogue of Life.